# Onze-Lieve-Vrouwekathedraal van Suzhou
Onze-Lieve-Vrouwekathedraal van Suzhou is een kathedraal in Suzhou, Volksrepubliek China. Het ligt ten westen van de historische binnenstad van Suzhou aan de straat Sanxianglu (三香路).

## Geschiedenis
De kerk werd in de 19e eeuw in Chinese stijl door jezuïeten gebouwd. Het was oorspronkelijk een privékerk van de familie Yan (殷). Tijdens de Taiping-opstand werd de kerk in 1860 verwoest door de oorlog tussen protestantse rebellen en de Mantsjoe monarchie. Zes jaar later, toen de oorlog was afgelopen, werd geld ingezameld door lokale vissers. Toen er genoeg geld was, werd de nieuwe kerk gebouwd. De lokale bevolking noemde de kerk het "verenigingsgebouw van de visserij" (网船公所).
In 1887 werd het kerkgebouw uitgebreid met een grote hal. Sindsdien wordt het de Onze-Lieve-Vrouwekathedraal van Suzhou genoemd.
In 1958 werd de kerk geconfisqueerd door de staat en gebruikt als Socialistische School. Alleen tijden Pasen en Kerst mochten katholieken gebruikmaken van het gebouw om Heilige Missen te vieren. Tijdens de Culturele Revolutie werden alle religieuze activiteiten verboden. Na deze periode werd de kerk weer officieel in gebruik genomen als gebedsplaats.
Op 1 april 1991 kwam de kerk op de Suzhouse lijst van beschermde culturele erfgoederen.